# Dana Vollmer
Dana Whitney Vollmer (Syracuse, 13 de novembro de 1987) é uma nadadora norte-americana.
Nos Jogos Olímpicos de Atenas 2004, ganhou uma medalha de ouro como membro da equipe dos Estados Unidos da América na estafeta dos 4 x 200 metros livres que estabeleceu o recorde mundial. Oito anos depois, nos Jogos Olímpicos de Londres 2012, Vollmer estabeleceu o recorde mundial na prova dos 100 metros mariposa femininos e tornou-se na primeira mulher da história a baixar da marca dos 56s aos, ao vencer a final da especialidade com o tempo de 55,98s e participou da estafeta dos 4 x 200 metros livres femininos, ajudando a estabelecer um novo recorde olímpico.
Vollmer ganhou um total de 29 medalhas em grandes competições internacionais, incluindo 17 medalhas de ouro, oito de prata e quatro de bronze, abrangendo os Jogos Olímpicos, o Campeonato Mundial, os Jogos Pan-Americanos, o Campeonato Pan-Pacífico e os Jogos da Boa Vontade.

## Biografia
Vollmer nasceu em Syracuse nos Estados Unidos da América e foi criada em Fort Worth Metroplex em Granbury no Texas. Enquanto jovem, treinou com Ron Forrest no Swim Team Fort Worth Area (FAST).
A sua carreira universitária começou na Universidade da Flórida onde fez parte do clube "Florida Gators swimming and diving" nadando para a National Collegiate Athletic Association (NCAA). Posteriormente, transferiu-se para a Universidade da Califórnia em Berkeley, onde terminou a carreira de nadadora para a NCAA.
Em 2003, foi submetida a uma cirurgia cardíaca para corrigir uma taquicardia supra-ventricular, que induz uma taxa de aceleração cardíaca de cerca de 240 batimentos por minuto. Após a cirurgia, um electrocardiograma detectou que ela poderia sofrer da Síndrome do QT longo. No entanto, testes posteriores, descartou essa hipótese. Em qualquer dos casos, a sua médica cardiologista, recomendou que andasse sempre com um desfibrilador para o caso de ter uma emergência cardíaca.
É casada com Andy Grant, um ex-nadador da Stanford University.